# Щебетовська селищна рада
Щебето́вська се́лищна ра́да — адміністративно-територіальна одиниця та орган місцевого самоврядування у складі Феодосійської міської ради Автономної Республіки Крим. Адміністративний центр — селище міського типу Щебетовка.

## Загальні відомості
- Населення ради: 4 846 осіб (станом на 2001 рік)

## Населені пункти
Селищній раді підпорядковані населені пункти:
- смт Щебетовка
- с. Краснокам'янка
- смт Курортне

## Склад ради
Рада складається з 20 депутатів та голови.
- Голова ради: Диденко Анатолій Володимирович
- Секретар ради: Горелова Лариса Ромутіс-Петрас

### Керівний склад попередніх скликань
| Прізвище, ім'я, по батькові    | Основні відомості                                                        | Дата обрання | Дата звільнення |
| ------------------------------ | ------------------------------------------------------------------------ | ------------ | --------------- |
| Діденко Анатолій Володимирович | Селищний голова, 1963 року народження, освіта вища, безпартійний         | 26.03.2006   | 31.10.2010      |
| Диденко Анатолій Володимирович | Селищний голова, 1963 року народження, освіта вища, член Партії регіонів | 31.10.2010   |                 |

Примітка: таблиця складена за даними сайту Верховної Ради України

### Депутати
За результатами місцевих виборів 2010 року депутатами ради стали:

#### За суб'єктами висування
| Суб'єкт висування | Кількість обраних депутатів | %  |
| ----------------- | --------------------------- | -- |
| Самовисування     | 16                          | 80 |
| Народна партія    | 2                           | 10 |
| Партія регіонів   | 2                           | 10 |

#### За округами
| № округу        | Прізвище, ім'я, по батькові        | Дата визнання обраним | Освіта  | Партійна приналежність           | Відомості про обраного депутата                               |
| --------------- | ---------------------------------- | --------------------- | ------- | -------------------------------- | ------------------------------------------------------------- |
| Народна Партія  |                                    |                       |         |                                  |                                                               |
| 16              | Панченко Ольга Миколаївна          | 02.11.2010            | вища    | член Народної партії             | приватний підприємець                                         |
| 20              | Логвінов Юрій Олександрович        | 02.11.2010            | вища    | член Народної партії             | ТОВ «АТ-Крим», комерційний агент                              |
| Партія регіонів |                                    |                       |         |                                  |                                                               |
| 5               | Маслова Тамара Іванівна            | 02.11.2010            | вища    | член Партії регіонів             | пенсіонер                                                     |
| 11              | Зубова Людмила Олександрівна       | 02.11.2010            | вища    | член Партії регіонів             | Щебетовський палац культури, чергова                          |
| Самовисування   |                                    |                       |         |                                  |                                                               |
| 1               | Асанов Айдер Шевкєтович            | 15.11.2010            | середня | позапартійний                    | ООО «Талісман-К», робітник                                    |
| 2               | Мельничук Микола Олександрович     | 02.11.2010            | середня | позапартійний                    | ЗАТ ЗМВК «Коктебель», начальник управління курортами          |
| 3               | Бондарев Олег Анатолійович         | 02.11.2010            | вища    | позапартійний                    | ЗАТ ЗМВК"Коктебель", директор ландшафтного парку «Тиха Бухта» |
| 4               | Падюков Сергій Анатолійович        | 02.11.2010            | вища    | позапартійний                    | ООО «Т. М.М.», керуючий                                       |
| 6               | Шилова Марина Вікторівна           | 02.11.2010            | вища    | позапартійна                     | ЗАТ ЗМВК"Коктебель", робітник                                 |
| 7               | Мустафаєв Арсен Шевкетович         | 02.11.2010            | вища    | позапартійний                    | приватний підприємець                                         |
| 8               | Асанов Ділявер Джемалович          | 02.11.2010            | вища    | позапартійний                    | "Р/З КД «Коктебель», заступник директора                      |
| 9               | Горелова Ларіса Ромутіс-Петрасівна | 02.11.2010            | вища    | позапартійна                     | ДНЗ «Сіміцветік», завідувачка                                 |
| 10              | Матюнін Вячеслав Анатолійович      | 02.11.2010            | середня | позапартійний                    | в/ч А2327"Вохор"                                              |
| 12              | Димочкін Дмитрій Валерійович       | 02.11.2010            | середня | позапартійний                    | тимчасово не працює                                           |
| 13              | Мєдінцев Олександр Борисович       | 02.11.2010            | середня | позапартійний                    | ЗАТ ЗМВК «Коктебель», водій                                   |
| 14              | Муртазаєв Ленмар Марленович        | 02.11.2010            | вища    | позапартійний                    | приватний підприємець                                         |
| 15              | Смоляров Олександр Васильович      | 02.11.2010            | вища    | член Партії регіонів             | дитячий табор «Коктебель», завідувач                          |
| 17              | Петрушенко Володимир Іванович      | 02.11.2010            | вища    | позапартійний                    | в/ч А2327, начальник команди «Вохор»                          |
| 18              | Сєта Вячеслав Миколайович          | 02.11.2010            | вища    | член Української Народної Партії | приватний підприємець                                         |
| 19              | Бєгунова Ніна Вікторівна           | 02.11.2010            | вища    | позапартійна                     | ОШ № 18, с. Краснокам'янка, директор                          |